# Die Familiendetektivin
Die Familiendetektivin ("La detective di famiglia") è una serie televisiva tedesca ideata da Rodica Doehnert
e prodotta nel 2014 dalla Bavaria Fernsehproduktion. Protagonisti della serie sono Elena Uhlig, Leonie Brill, e Joshua van Dalsum.
Della serie è stata prodotta una sola stagione, composta da 10 episodi della durata di 45 minuti ciascuno.   Il primo episodio, intitolato Der Ruf, fu trasmesso in prima visione dall'emittente ZDF l'11 gennaio 2014; l'ultimo, intitolato Liebeslied, fu trasmesso in prima visione il 29 marzo 2014.

## Trama
Julie Berg si trasferisce, assieme ai figli Frizzi e Oskar, da Berlino ad Augusta, dove ha ereditato una casa e un ufficio investigativo da suo zio Theo.
Nonostante Julie non abbia intenzione di proseguire l'attività dello zio, cambia idea quando un padre disperato si rivolge a lei per ritrovare la figlia dodicenne scomparsa.

## Episodi
| Stagione       | Puntate | Prima TV Germania | Prima TV Italia |
| -------------- | ------- | ----------------- | --------------- |
| Prima stagione | 10      | 2014              | inedita         |